# تفجيرات تونس 2019
تفجيرات تونس 2019 هي سلسلة تفجيرات حصلت صبيحة يوم الخميس الموافق لـ 27 يونيو/حزيران 2019 حيثُ استهدفت قوات الأمن بالعاصمة التونسية تونس.
أسفرَت التفجيرات الانتحاريّة عن مقتل ضابط شرطة وإصابة ثمانية آخرين من أفراد الأمن والمدنيين حسبَ البيانات الأوليّة التي نشرتها وزارة الداخليّة التونسية.

## خلفية
بعدَ اندلاع ثورة الياسمين التي أطاحت بالرئيس السابق زين العابدين بن علي ونظامه في عام 2011؛ شنّت السلطات التونسية حملة ضد جماعات مسلحة تتمركز في مناطق نائية على مقربة من الحدود مع الجزائر. في تلكَ الفترة؛ شهدت تونس عددًا من الهجمات الإرهابية المتفرقة من هنا وهناك وبحلول 24 نوفمبر/تشرين الثاني 2015؛ استهدفَ تفجيرٌ إرهابي حافلةً للأمن الرئاسي ما تسبّب في مقتل 13 شخصًا وإصابة عددٍ غير معروف من رجال الأمن. حينَها قرّرت السلطات فرض حالة طوارئ في البلاد للتعامل معَ أيّ هجمات من هذا النوع وتواصلَ العمل بحالة الطوارئ هذه بعدما قرّر الرئيس التونسي الباجي قايد السبسي في يونيو/حزيران الجاري تمديد الحالة لمدة شهرٍ واحدٍ على أن تَنتهي في السادس من يوليو/تموز.
من جهة أخرى؛ شهدَ شارع الحبيب بورقيبة – مكان وقوع التفجير الأوّل – في أكتوبر/تشرين الأول 2018 تفجيرا انتحاريًا «مماثلًا نوعًا ما» بعدما فجّرت سيدة نفسها قُرب دوريّة للشرطة. ويأتي هذا الهجوم قُبيل أشهر قليلة من موعد الانتخابات التشريعية والرئاسية التي ستشهدها الدولة التونسيّة.

## التفجيرات
وقعَ التفجيرُ الأول في تقاطع بين الشارع الرئيسي الحبيب بورقيبة وشارع شارل ديغول وذلك في ساعات متأخرة من صباح يوم السابع والعشرين من يونيو/حزيران ثمّ حصلَ التفجيرُ الثاني بعدهُ بساعات بالقرب من إدارة الشرطة العدلية بمنطقة القرجاني. في وقتٍ لاحقٍ بعدَ الهجوم؛ أدلى الناطق الرسمي باسم وزارة الداخلية التونسية سفيان الزعق بتصريحات لوكالة الأنباء الفرنسية وفيها أكّد على تفاصيل العمليّة حيثُ قالَ «إنّ شخصًا قد أقدمَ على تفجير نفسه بالقرب من دورية أمنية بشارع شارل ديغول في العاصمة عند الساعة 10:50 [حسب التوقيت المحلّي] ما أسفر عن إصابة ثلاثة مدنيين وشرطيين اثنين بدون أن يُوقع قتلى.» ثمّ عاد بتحديثات جديدة مسترسلًا: «عند الساعة 11:00 صباحًا [حسب التوقيت المحلي] أقدمَ شخصٌ على تفجير نفسه قُبالة الباب الخلفي لإدارة الشرطة العدلية بالقرجاني ما أسفر عن أربع إصابات متفاوتة الخطورة في صفوف أعوان الأمن تَمّ نقلهم إلى المستشفى لتلقي العلاج.»

## ردود الفعل

### محليًا
تزامنَت التفجيرات معَ إعلان الرئاسة التونسية عن نقلِ الرئيس الباجي قايد السبسي إلى المستشفى العسكري وذلك بعد تعرضه «لوعكة صحية حادة». ونقلت وسائل إعلام أخرى خبر وفاة الرئيس التونسي في المستشفى لكنّ مكتب رئاسة الجمهورية التونسية سُرعان ما نفى الخبر مؤكدًا في الوقتِ ذاته مروره بوعكة صحيّة حرجة لكنّه لا زال على قيدِ الحياة، وبأن حالته تتحين وتتوجه للاستقرار. فيمَا دعا رئيس البرلمان التونسي لاجتماعٍ طارئ في نفسِ يوم الهجوم لمناقشة الأوضاع في البلاد.

### دوليًا
- قطر: أعرَبت دولة قطر عن إدانتها واستنكارها الشديدين للتفجيرين ونقلت وكالة الأنباء القطرية في بيانٍ لها: «دولة قطر تُعرب عن إدانتها واستنكارها الشديدين للتفجيرين اللذين استهدفا سيارة للشرطة ومقر وحدة مكافحة الإرهاب في العاصمة التونسية، وأديا إلى سقوط قتلى وجرحى.[12]»